# Sailun
Sailun (賽輪T) è un'azienda multinazionale cinese produttrice di pneumatici, attrezzature meccaniche, stampi e prodotti chimici, fondata nel 2002. È di proprietà della società madre Mesnac. 
Al 2025 è il decimo produttore mondiale di penumatici per fatturato, con una capacità produttiva totale di oltre 6,5 milioni di pneumatici per autocarri, 40 milioni di pneumatici per autovetture e 70 000 tonnellate di pneumatici speciali all'anno.
Sailun ha stabilimenti di produzione in Cina (Qingdao, Dongying, Shenyang) e in Vietnam, e ha creato centri logistici e centri di ricerca e sviluppo in Nord America, Europa ed Asia.